# Sophie von Schönburg-Waldenburg

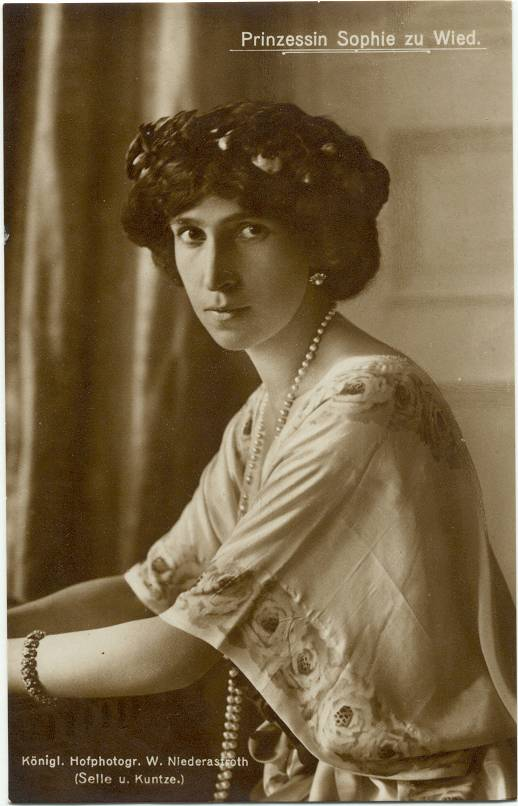
Fürstin Sophie von Albanien

Sophie Helene Cecilie Prinzessin von Schönburg-Waldenburg (* 21. Mai 1885 in Potsdam; † 3. Februar 1936 in Fântânele, Rumänien) wurde 1914 Fürstin von Albanien, ⚰ Schönburgische Familiengruft im Schloss Lichtenstein, Sachsen.

## Leben

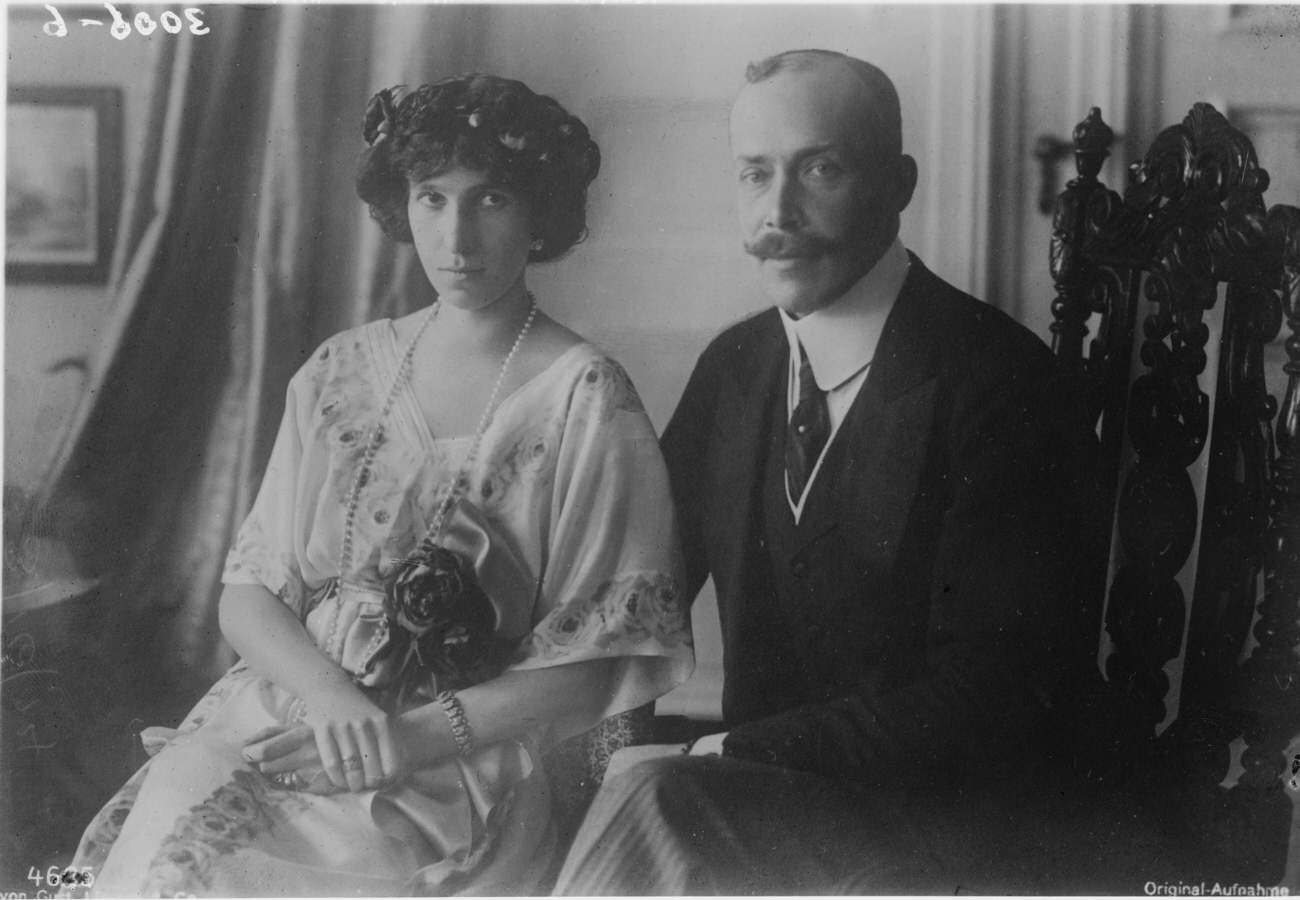
Mit ihrem Ehemann Wilhelm zu Wied (ca. 1913)

Sophie war eine Tochter des Erbprinzen Victor von Schönburg-Waldenburg und dessen Frau Lucia von Sayn-Wittgenstein-Berleburg (eine Tochter der rumänischen Prinzessin Pulcheria Cantacuzene). Sie heiratete am 30. November 1906 in Waldenburg Prinz Wilhelm zu Wied, nachmaliger Fürst Wilhelm I. von Albanien. Zur Zeit der Geburt ihrer Tochter war ihr Mann Offizier in einem preußischen Regiment. Sie führte in Potsdam einen Salon, der dort ein Mittelpunkt des gesellschaftlichen und kulturellen Lebens war. In den Jahren  ab 1924 hielt sie sich in den Sommermonaten in Weimar auf und gründete dort 1927 den Franz-Liszt-Bund, der bis 1937 mit etwa 100 Mitgliedern existierte und unter Peter Raabe einige Liszt-Feste veranstaltete, letztlich aber den Anschluss an die 1905 gegründete Berliner Franz-Liszt-Gesellschaft der Liszt-Schülerin Martha Remmert (1853–1941) suchte.

## Werk
Fürstin Sophie war ausgebildete Sängerin und beherrschte fünf Instrumente. Sie schrieb einige kleinere Opernkompositionen und trat gelegentlich auch in der Öffentlichkeit auf. Ihr Werk „Der goldene Schlüssel“ wurde Anfang September 1926 im Fürstlichen Park Grünfeld in Waldenburg (Sachsen) uraufgeführt. Die Fürstin verbrachte ihre letzten Lebensjahre in Rumänien.

## Nachkommen
Die Kinder aus ihrer am 30. November 1906 in Waldenburg (Sachsen) geschlossenen Ehe mit Prinz Wilhelm zu Wied (1876–1945) sind:
- Marie Eleonore (* 1909; † 1956 in einem rumänischen Internierungslager in Miercurea Ciuc), verheiratet in erster Ehe 1937 mit Oberleutnant Alfred von Schönburg-Waldenburg (1905–1941), ab 1949 mit Ion Octavian Bunea (1899–1977 oder später)
- Karl Viktor  (1913–1973), Jurist, verheiratet 1966 mit Eileen Johnston (1922–1985)